# Tomoderus elegantithorax
Tomoderus elegantithorax es una especie de coleóptero de la familia Anthicidae.

## Distribución geográfica
Habita en Filipinas.